# Tachouda
Tachouda è un comune dell'Algeria, situato nella provincia di Sétif.